# Kara (flod)
 Denne artikel omhandler Kara. Opslagsordet har også en anden betydning, se Kara (flertydig).
Kara (russisk: Кара) er en flod i Rusland. Floden, som løber i Europas yderste nordøstlige hjørne. Floden udgør en stor del af grænsen mellem de autonome okruger Nenetskij (mod vest) og Jamalo-Nenetskij (mod øst), og også grænsen mellem Republikken Komi og Jamalo-Nenetskij. Kara er 257 km lang, med et afvandingsområde på 13.400 km².
Floden har sit udspring på de nordlige skråninger i det Arktiske Ural, og dannes ved sammenløbet mellem floderne Malaja Kara ("Lille Kara") og Bolsjaja Kara ("Store Kara"), og løber derefter i en hovedsagelig nordlig retning. Floden munder ud i Bajdaratskajabugten i Karahavet via Karabugten ved landsbyen Ust-Kara.
De vigtigste bifloder er Sibirtsjatajakha, Silovajakha, Soptsjaju og Sajakha.